# Gewichtheffen op de Olympische Zomerspelen 2012 – Klasse tot 56 kilogram mannen
Het gewichtheffen in de klasse tot 56 kilogram voor mannen op de Olympische Zomerspelen 2012 vond plaats op 29 juli 2012. Regerend olympisch kampioen was Long Qingquan uit China.

## Records
Voorafgaand aan het toernooi waren dit de wereldrecords en de olympische records.
| Wereldrecord     | Trekken | Halil Mutlu | 138 kg | Antalya | 4 november 2001   |
| Wereldrecord     | Stoten  | Halil Mutlu | 168 kg | Trenčín | 24 april 2001     |
| Wereldrecord     | Totaal  | Halil Mutlu | 305 kg | Sydney  | 16 september 2000 |
| Olympisch record | Trekken | Halil Mutlu | 137 kg | Sydney  | 16 september 2000 |
| Olympisch record | Stoten  | Halil Mutlu | 167 kg | Sydney  | 16 september 2000 |
| Olympisch record | Totaal  | Halil Mutlu | 305 kg | Sydney  | 16 september 2000 |

## Uitslag
| Rang   | Naam                  | Land         | Groep | Gewicht | Trekken (kg) | Trekken (kg) | Trekken (kg) | Trekken (kg) | Stoten (kg) | Stoten (kg) | Stoten (kg) | Stoten (kg) | Totaal |
| Rang   | Naam                  | Land         | Groep | Gewicht | 1            | 2            | 3            | Score        | 1           | 2           | 3           | Score       | Totaal |
| ------ | --------------------- | ------------ | ----- | ------- | ------------ | ------------ | ------------ | ------------ | ----------- | ----------- | ----------- | ----------- | ------ |
| Goud   | Om Yun-Chol           | Noord-Korea  | B     | 55.76   | 120          | 125          | 125          | 125          | 160         | 165         | 168         | 168         | 293    |
| Zilver | Wu Jingbiao           | China        | A     |         | 130          | 130          | 133          | 133          | 156         | 156         | 161         | 156         | 289    |
| Brons  | Valentin Hristov      | Azerbeidzjan | A     |         | 123          | 127          | 130          | 127          | 154         | 158         | 159         | 159         | 286    |
| 4      | Tran Le Quoc Toan     | Vietnam      | A     |         | 125          | 125          | 125          | 125          | 155         | 159         | 162         | 159         | 284    |
| 5      | Jadi Setiadi          | Indonesië    | B     | 55.48   | 121          | 125          | 127          | 127          | 150         | 150         | 156         | 150         | 277    |
| 6      | José Montes           | Mexico       | A     |         | 112          | 116          | 116          | 112          | 150         | 157         | 160         | 157         | 269    |
| 7      | Sergio Rada           | Colombia     | A     |         | 118          | 118          | 121          | 118          | 148         | 151         | 155         | 151         | 269    |
| 8      | Carlos Berna          | Colombia     | A     | 55.55   | 115          | 115          | 118          | 118          | 150         | 153         | 153         | 150         | 268    |
| 9      | Florin Ionut Croitoru | Roemenië     | A     |         | 121          | 125          | 125          | 121          | 145         | 145         | 147         | 147         | 268    |
| 10     | Sin Chol-Bom          | Noord-Korea  | B     | 55.72   | 110          | 110          | 113          | 113          | 145         | 150         | 150         | 145         | 258    |
| 11     | Yasmani Romero        | Cuba         | B     | 55.95   | 112          | 112          | 116          | 112          | 142         | 146         | 146         | 146         | 258    |
| 12     | Tom Goegebuer         | België       | B     | 55.88   | 111          | 115          | 117          | 115          | 132         | 137         | 138         | 132         | 247    |
| 13     | Manueli Tulo          | Fiji         | B     | 55.77   | 100          | 105          | 110          | 105          | 128         | 132         | 132         | 128         | 233    |
| 14     | Mirco Scarantino      | Italië       | B     | 55.42   | 97           | 97           | 97           | 97           | 123         | 128         | 132         | 128         | 225    |
| –      | Sergio Álvarez        | Cuba         | A     |         | 117          | 121          | 125          | 121          | 150         | 150         | 150         | —           | DNF    |
| –      | Bekzat Osmonaliev     | Kirgizië     | A     |         | 120          | 125          | 127          | 127          | 147         | 147         | 147         | —           | DNF    |
| –      | Ruslan Makarov        | Oezbekistan  | A     |         | 117          | 117          | 119          | 117          | 145         | 145         | 145         | —           | DNF    |
| –      | Khalil El-Maaoui      | Tunesië      | A     |         | 127          | 130          | 132          | 132          | —           | —           | —           | —           | DNF    |